# 실랄레구

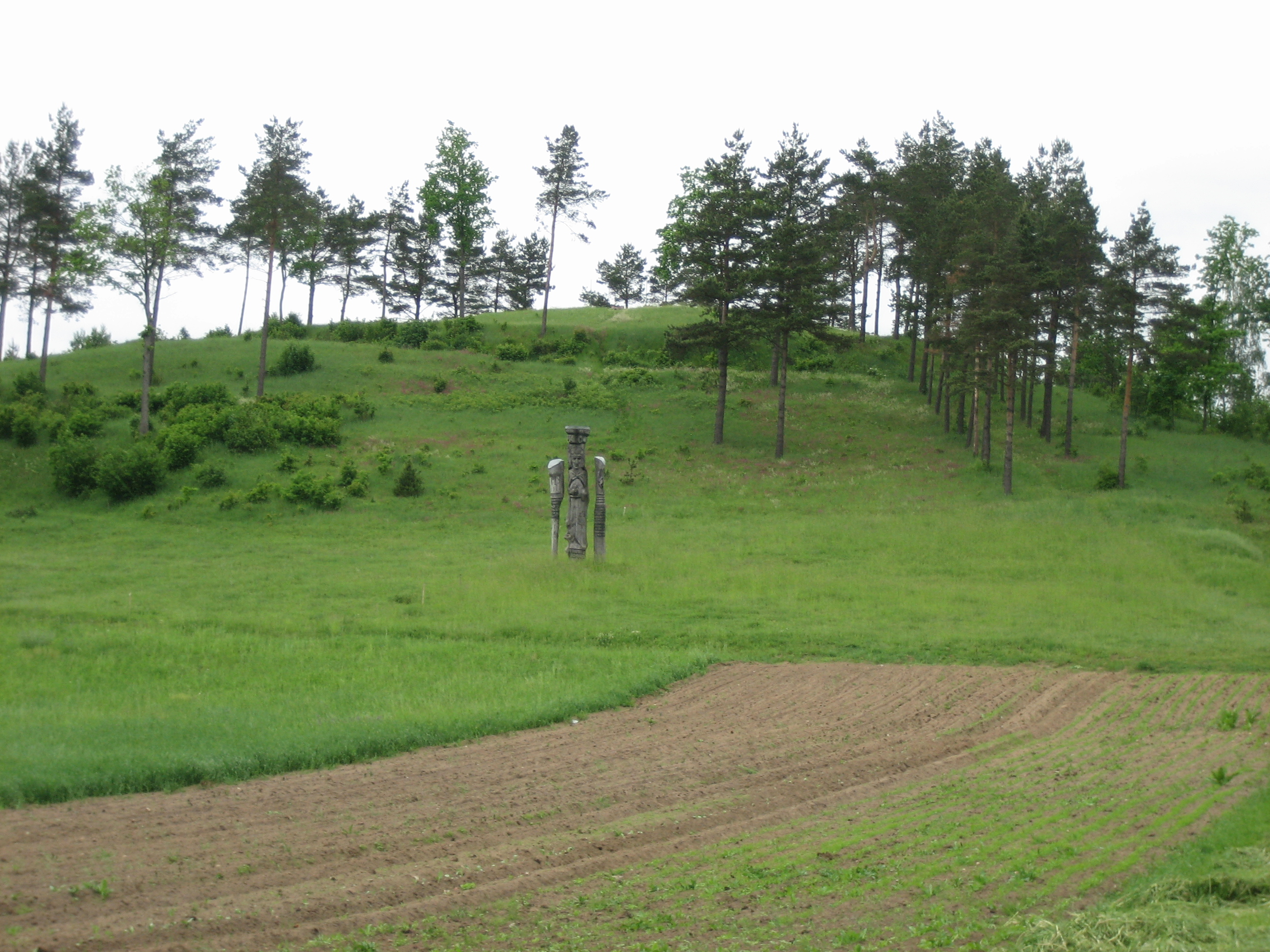
실랄레구 케펠류슈칼니스 마을

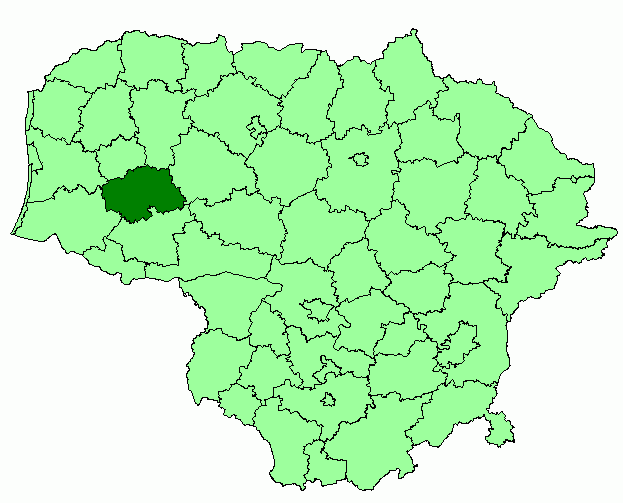
실랄레구의 위치

실랄레구(리투아니아어: Šilalės rajono savivaldybė)는 리투아니아 타우라게주를 구성하는 4개 지방 자치체 가운데 하나로 행정 중심지는 실랄레이며 면적은 1,188km2, 인구는 24,869명(2015년 기준), 인구 밀도는 20.9명/km2이다. 사모기티아고원 지대에 위치하며 14개 장로구를 관할한다. 타우라게주 타우라게구, 클라이페다주 실루테구, 클라이페다구, 텔샤이주 리에타바스시, 텔샤이구, 샤울랴이주 켈메구와 접한다.

지방 자치체 문장